# Aeropuerto Regional de Asheville
El Aeropuerto Regional de Asheville (IATA: AVL, OACI: KAVL, FAA LID: AVL) (del inglés: Asheville Regional Airport), es un aeropuerto Clase C cerca de la Interestatal 26 cerca de la ciudad de Fletcher, 14 km (9 millas) al sur del centro de Asheville, en el estado estadounidense de Carolina del Norte, Estados Unidos. Es propiedad de la Autoridad del Aeropuerto Regional del Gran Asheville. El Plan Nacional de Sistemas Aeroportuarios Integrados de la Administración Federal de Aviación (FAA) para 2019-2023 lo clasificó como una instalación de servicio comercial principal de centro pequeño. En 2019 atendió un número récord de todos los tiempos de pasajeros para el aeropuerto, 1,616,762, un aumento del 43 % con respecto a 2018 y el sexto año consecutivo de tráfico récord.
El aeropuerto abrió inicialmente con una pista de 6,500 pies en 1961, reemplazando al antiguo aeropuerto en 35°26′20″N 82°28′52″O / 35.439, -82.481.

## Instalaciones
El edificio de la terminal se inauguró el 7 de junio de 1961. En 1987 se inició un proyecto de expansión y renovación de $ 20 millones, el cual concluyó en 1992, lo que resultó en una expansión del vestíbulo de boletos, el área de reclamo de equipaje y el espacio de oficinas administrativas. Se construyeron un área de embarque de segundo nivel y pasarelas, así como un atrio al vestíbulo existente. En 2003 se eliminó el área de embarque del segundo nivel y se ampliaron y renovaron las áreas de embarque a nivel del suelo. En 2009, se completaron $ 17,8 millones en mejoras, incluido un centro de servicios para huéspedes, una cinta transportadora de equipaje adicional, mostradores de alquiler de automóviles, oficinas y mejoras de seguridad. En noviembre de 2017, se inauguró una nueva plataforma de estacionamiento de 1300 espacios frente a la terminal del aeropuerto.
El aeropuerto cubre un área de 9,000 acres (360 hectáreas), cuenta con una pista de aterrizaje de 2,439 metros de largo y 45 metros de ancho. Para mayo de 2020 existían 140 aeronaves basadas en el aeropuerto de los cuales, 116 eran monomotor, 13 multimotor 9 jets y 2 helicópteros.

## Aerolíneas y destinos
| Aerolíneas        | Destinos |
| ----------------- | --- |
| Allegiant Air     | Austin, Boston, Cayo Hueso, Chicago-Midway, Denver, Fort Lauderdale, Houston-Hobby, Las Vegas, Newark, Orlando, Orlando/Sanford, Phoenix–Sky Harbor, Punta Gorda (FL), San Petersburgo/Clearwater, Sarasota, Washington–Dulles, West Palm Beach Estacional: Destin/Fort Walton Beach, Mineápolis/St. Paul |
| American Airlines | Charlotte Estacional: Dallas/Fort Worth, Miami |
| American Eagle    | Charlotte, Dallas/Fort Worth, Filadelfia, Nueva York-LaGuardia, Washington–National Estacional: Chicago-O'Hare, Miami |
| Delta Air Lines   | Atlanta Estacional: Mineápolis/St. Paul |
| Delta Connection  | Boston, Nueva York-LaGuardia |
| JetBlue Airways   | Estacional: Boston |
| United Express    | Chicago-O'Hare, Denver, Newark |

## Estadísticas

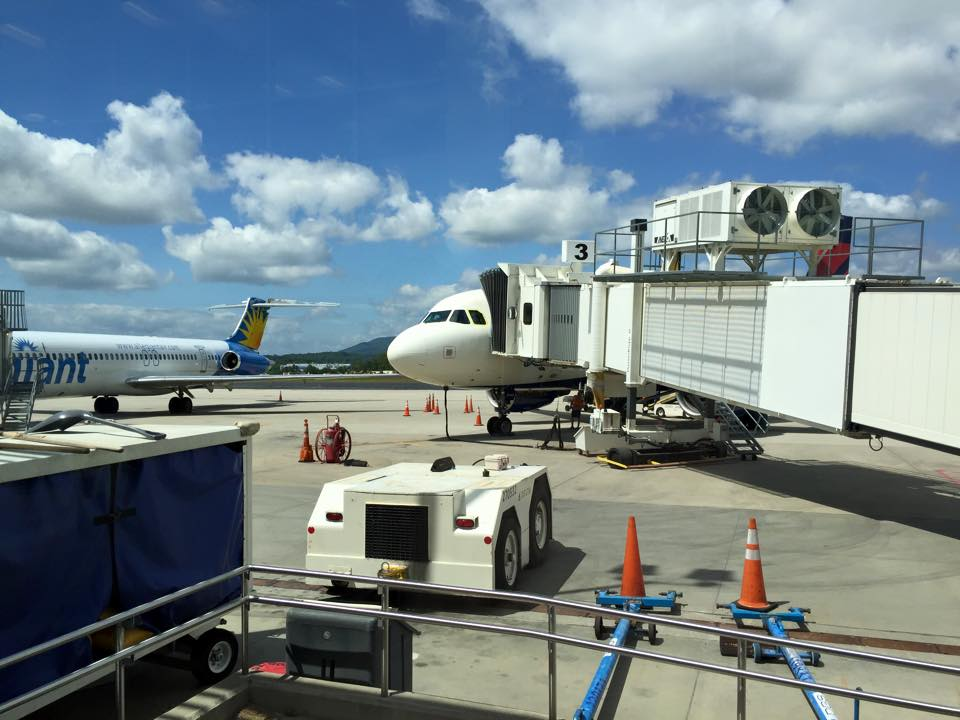
MD-83 de Allegiant Air y Airbus A319 de Delta Air Lines en sus respectivas puertas.

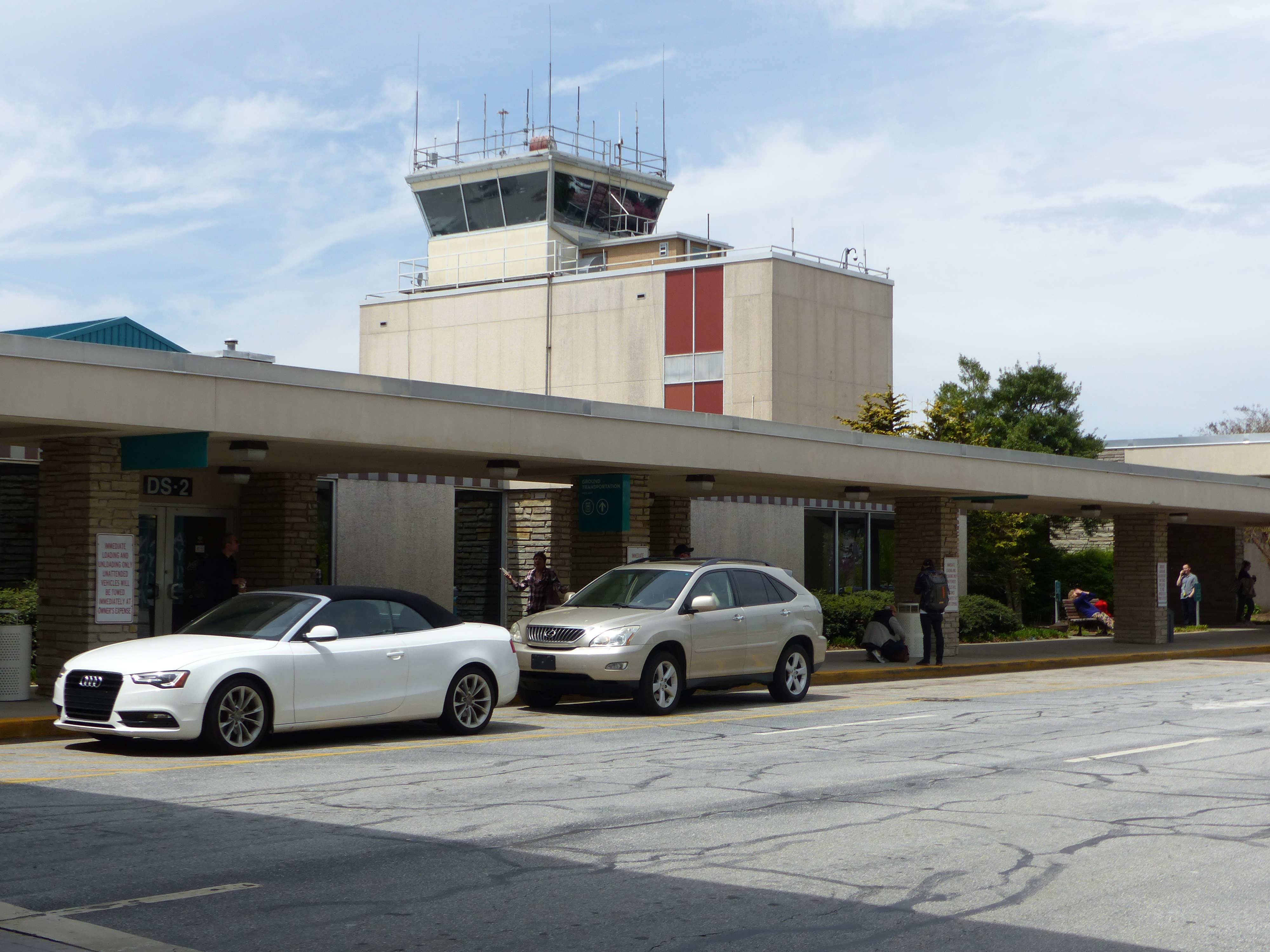
Fachada del aeropuerto y torre de control.

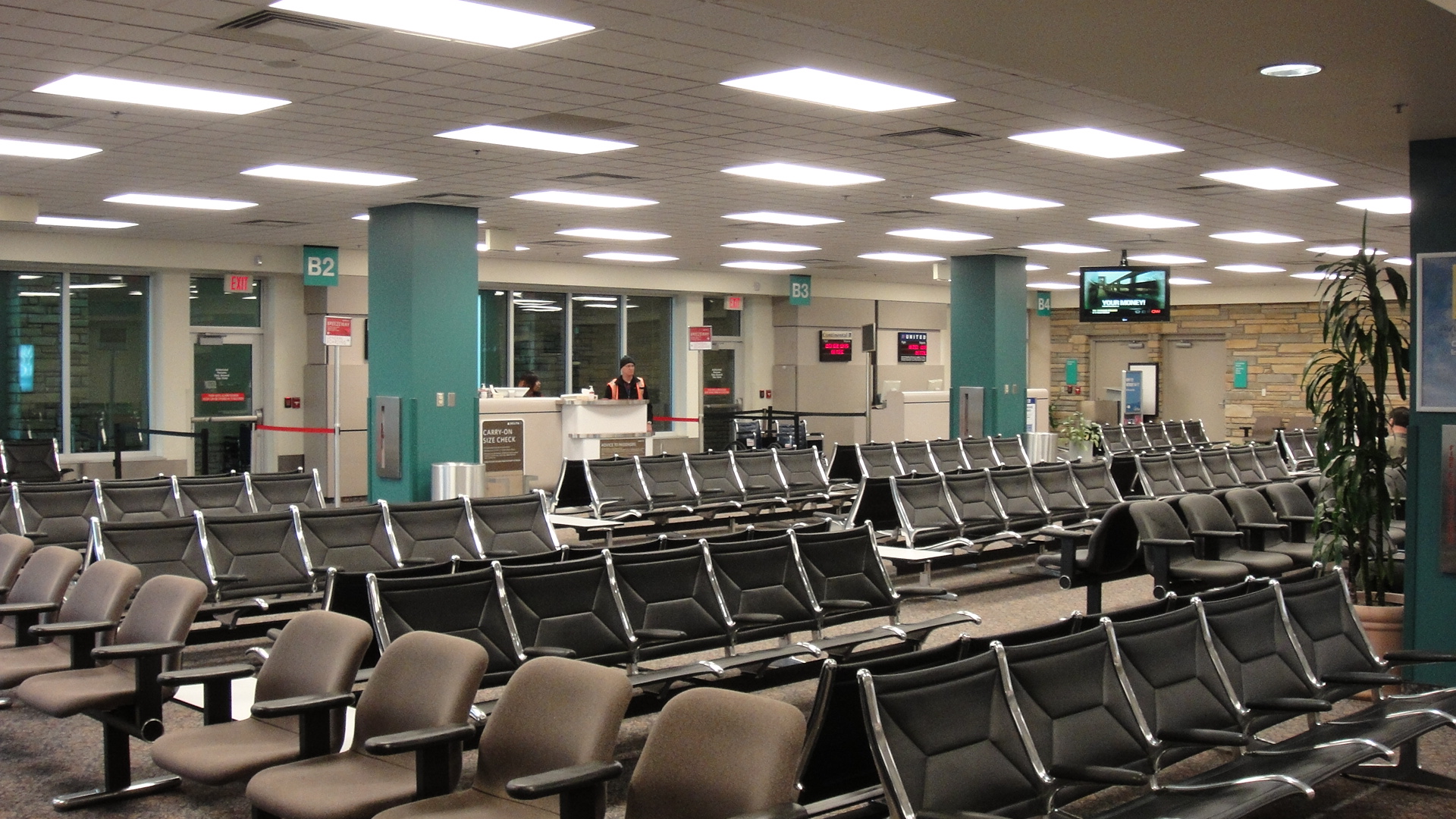
Sala de última espera.

### Tráfico anual
| Año  | Pasajeros | % Cambio | Año  | Pasajeros | % Cambio |
| ---- | --------- | -------- | ---- | --------- | -------- |
| 2009 | 579,443   | —        | 2019 | 1,616,762 | 42.5%    |
| 2010 | 735,760   | 27.0%    | 2020 | 704,972   | 56.4%    |
| 2011 | 721,677   | 1.9%     | 2021 | 1,428,266 | 102.6%   |
| 2012 | 633,848   | 12.2%    | 2022 | 1,838,793 | 28.7%    |
| 2013 | 678,023   | 7.0%     | 2023 | 2,246,411 | 22.2%    |
| 2014 | 756,425   | 11.6%    | 2024 | 2,174,125 | 3.2%     |
| 2015 | 787,135   | 4.0%     | 2025 |           |          |
| 2016 | 826,648   | 5.0%     | 2026 |           |          |
| 2017 | 956,634   | 15.7%    | 2027 |           |          |
| 2018 | 1,134,568 | 18.6%    | 2028 |           |          |